# Nickender Pillenkäfer
|                                                                                 |                                                                       |
| Abb. 1: Kopf Männchen Stirnleiste schwach, Scheitelleiste als Horn              | Abb. 2: Kopf Weibchen Stirn- und Scheitelleiste kielförmig            |
|                                                                                 |                                                                       |
| Abb. 3: raspelartige Punktierung des Halsschilds (links = vorn, unten=seitlich) | Abb. 4: Unterseite, rechts teilweise koloriert: beweglicher Dorn grün |

Onthophagus verticicornis (auch Nickender Pillenkäfer) ist ein Käfer aus der Familie der Blatthornkäfer (Scarabaeidae) und der Unterfamilie Scarabaeinae. Die Gattung Onthophagus ist in Europa mit sechs Untergattungen vertreten. Die Untergattung Palaeonthophagus enthält außer Onthophagus verticicornis noch weitere 35 Arten. Der Name Onthophagus verticicornis wurde 1775 von Fabricius auch für eine andere Art vergeben. Diese wurde bereits 1758 von Linné als Onthophagus nuchicornis beschrieben und wird deswegen heute nach der Prioritätsregel auch so genannt. Für Onthophagus verticicornis (Laicharting 1781) werden sechs Synonyme aufgeführt.
Der wissenschaftliche Gattungsname Onthophagus  bedeutet „Mistfresser“ (von altgr. ὄνθος  „ónthos“, „(Kuh)Mist“ und φάγος „phágos“, „Fresser“). Der Artname verticicornis  (lat. vértex  „Scheitel“ und  córnu  „Horn“) ist dadurch zu erklären, dass die Männchen ein Horn auf dem Scheitel tragen.

## Merkmale des Käfers
Der gewöhnlich mattschwarze Käfer wird sieben bis zehn Millimeter lang. Er hat einen ovalen Umriss, bei dem die weit hinten eingelenkten Hinterbeine auffallen (Abb. 4).
Der Kopf ist spärlich behaart und ermöglicht damit die Abgrenzung zur sehr ähnlichen Art Onthophagus sericatus. Der Kopfschild ist fast abgestutzt. Er bedeckt die Mundwerkzeuge vollständig. Beim Weibchen (Abb. 2) ist er am Vorderrand schwach aufgebogen, beim Männchen (Abb. 1) ist er etwas vorgezogen und stärker aufgebogen. Die fadenförmigen Kiefertaster sind viergliedrig (in Abb. 1 und 2 deutlich sichtbar), die Lippentaster dreigliedrig. Der Kopf trägt zwei Querleisten, die Stirnleiste und dahinter die Scheitelleiste. Die Stirnleiste ist beim Männchen nur schwach ausgebildet. Die Scheitelleiste ist beim Männchen nach hinten zu einer dreieckigen Lamelle ausgezogen, welche den Hinterrand des Kopfes und den Vorderrand des Halsschildes überragt und in einer etwa senkrecht stehendes, leicht nach vorn gebogenes oder ondulierendes Horn ausläuft. Beim Weibchen ragt die Stirnleiste scharfgratig nach oben, die Scheitelleiste hat die Form einer nur mäßig hohen und kaum nach hinten geneigten Leiste. Die Fühler sind neungliedrig und enden in einer dreiblättrigen Keule. Der Großteil der Augen liegt auf der Unterseite des Kopfes, den Blick nach oben ermöglicht nur eine schlitzförmige Öffnung (Abb. 2 und 4).
Der besonders vorn raspelartig punktierte Halsschild (Abb. 3) wölbt sich vor dem Vorderrand buckelartig und fällt davor steil ab. Der Buckel ist beim Männchen vorn deutlich für die Aufnahme des Horns ausgehöhlt. Beim Weibchen trägt er an der höchsten Stelle neben der Mitte zwei flache nach vorn gerichtete Erhebungen (Abb. 2). In beiden Geschlechtern ist der Halsschild borstig behaart und seitlich gerandet. Hinter den Vorderwinkeln ist der Halsschild ausgeschweift, so dass er lappenartig nach vorn außen verlängert erscheint.
Die gewöhnlich schwarzen Flügeldecken können ein oder zwei rotbraune Flecken in der Schultergegend tragen oder auch ganz rotbraun gefärbt sein. Sie sind feiner und dunkler behaart als der Halsschild. Sie tragen acht Punktreifen, der achte liegt dicht an der Seitenrandleiste. Zwischen dem ersten Punktstreifen und der Flügeldeckennaht verläuft eine Punktreihe, zwischen den folgenden Punktstreifen je drei. Das Schildchen ist nicht sichtbar. Die Flügeldecken lassen ein Teil des Pygidiums frei. Die Basis des Pygidiums ist fein leistenartig gerandet.
Die Vorderbeine sind zu Grabbeinen umgebildet. Die Vorderschienen tragen am Außenrand vier kräftige Zähne. Die Schienenspitze ist schräg abgestutzt, der vorderste Außenzahn ist deswegen etwas nach vorn gerichtet. An der Innenseite der Schienenspitze befindet sich ein beweglicher Dorn. Die Mittelschienen tragen zwei sehr ungleich große Enddorne, die Hinterschienen einen mächtigen Enddorn (Abb. 4, rechts grün bzw. gelb getönt). Mittel- und Hinterschienen enden plötzlich gegen die Spitze verbreitert. Die Tarsen aller Beine sind fünfgliedrig. Besonders die Tarsen des Vorderbeins sind schmächtig. Schenkel, Schienen und Tarsen der Hinterbeine sind erheblich länger als die des mittleren Beinpaars. Die Mittelhüften sind weit voneinander getrennt und parallel zueinander, das hintere Beinpaar ist weit hinten am Körper eingelenkt (Abb. 4).

## Biologie
Die Art ist sowohl auf Wiesen wie auch im Wald zu finden (eurytop). Sie ernährt sich von Dung und wird bezüglich der Nahrung als Generalist eingestuft. Bei einer Untersuchung in Süddeutschland wurde Schafskot gegenüber Kuhdung leicht bevorzugt, bei einer Aufsammlung in Spanien dagegen stammten von neun Funden fünf aus Ziegenlosung, vier aus Pferdekot. Der Käfer nimmt auch gern die Losung von Wild und menschliche Exkremente an, auch an ausfließendem Baumsaft wurden schon Käfer beobachtet.
Die Onthophagusarten gehören zu den Kotfressern, bei denen für die Eiablage das Weibchen ein in Tiefe und Verzweigung artspezifisches System aus Haupt- und Nebenstollen in die Erde gräbt. Die Eier werden in Brutkammern abgelegt. Zusammen mit dem Männchen wird dann Dung als Nahrung für die Larven in die Brutkammern eingebracht.
Bei einer Untersuchung in Südwestdeutschland (Kaiserstuhl) erschien der Käfer im April und erreichte schnell ein erstes Häufigkeitsmaximum. Danach sank seine Häufigkeit bis Mitte Juni ab, um Ende Juni, Anfang Juli ein zweites Maximum zu erreichen.  Da die Entwicklung der untersuchten Arten der Gattung Onthophagus zwischen 35 und 42 Tagen liegt, könnte dies für zwei Generationen der Art pro Jahr sprechen.

## Verbreitung
Die Art ist von Portugal bis an das Kaspische Meer verbreitet, fehlt aber im nördlichen und nordöstlichen Europa.